# كاري بيرغ
كاري بيرغ (بالسويدية: Kari Berg)‏ هي عارضة ومغنية سويدية، ولدت في 18 أغسطس 1986 في إوسترسوند في السويد.